# Богоявленская церковь (Острог)
Церковь Богоявления Господнего — архитектурная доминанта Острожского замка, главный фамильный храм князей Острожских. Памятник православного зодчества ВКЛ, готичный храм с оборонительными чертами. В течение определенного времени кафедральный храм Луцко-Острожской епархии. Фактически перестала существовать в 1886 году.

## История

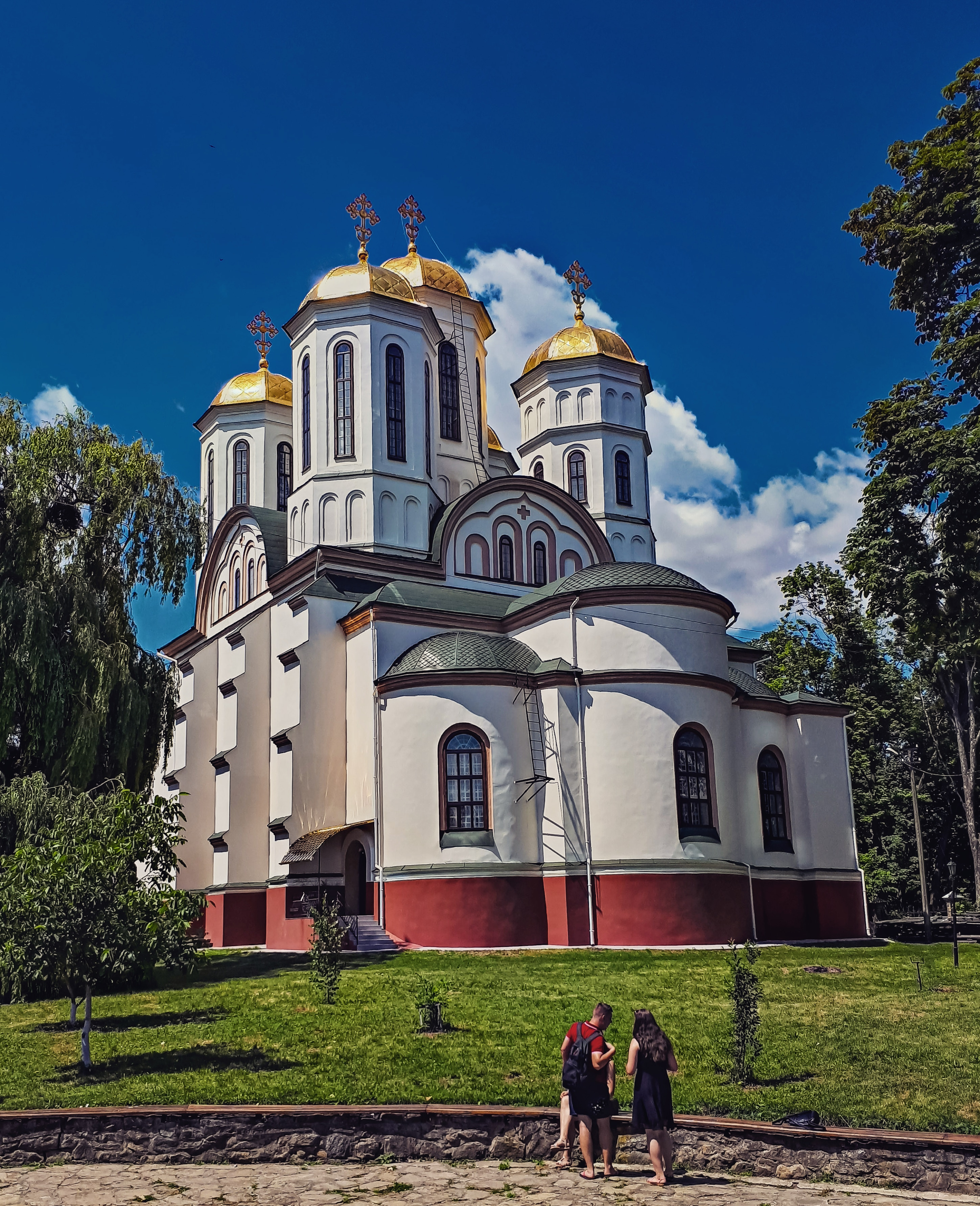
Реконструированная Богоявленская церковь в наше время

Вероятно, каменная церковь сооружена на месте старой деревянной церкви князем Константином Острожским в ознаменование победы в битве под Оршей. Начало сооружения храма приходится на 1520-е годы.
Плиту надгробия князя Александра Острожского можно было увидеть ещё в начале XIX века. В 1636 году была закрыта по распоряжению Анны-Алоизы Ходкевич (Острожской) в результате конфликта с жителями Острога.
Оставленное без присмотра здание начало разрушаться. Ревизия 1690 года так описывает состояние церкви: 

В середине замка церковь старосветской архитектуры, но хорошая, каменная по западному образцу, пустая. Своды в ней уже провисают, значительная часть их упала, потому что без крыши. Требует срочного спасения, чтобы вся не рухнула. Особенно надгробие князя Александра Острожского мраморное, хорошо … сделано. Оно почти не повреждено, нужно было бы его быстро вынести из церкви… Потому своды, которые падают, превратят его в ничто…Оригинальный текст (укр.)Всередині замку церква старосвітської архітектури, але гарна, мурована за східним зразком, порожня. Склепіння в ній вже провисають, значна частина їх впала, бо без даху. Потребує термінового порятунку, щоб уся не завалилася. Особливо надгробок князя Олександра Острозького мармуровий, добре … зроблений. Він майже не ушкоджений, потрібно було би його швидко винести із церкви… Бо склепіння, що валяться, перетворять його на ніщо…— Острожская древность: исследования и материалы.— Львов, 1995.— Т. 1.— С. 156.
На протяжении XVII века церковь неумолимо продолжала разрушаться.
В 1886 году власти взялись за «реставрацию» святыни по проекту архитектора В. Токарева. «Реставрацию проводили солдаты… остатки руин собора были разобраны до основания…». По состоянию на 1889 год основные работы были завершены. Единственным надземным элементом, оставшимся от бывшей церкви Богоявления Господня, стала нижняя часть северной стены с бойницами.
Новая Богоявленская церковь полностью унаследовала объемно-планировочную структуру утраченного храма — прямоугольную в плане основную часть с четырьмя столпами, к которой с востока примыкали три апсиды. Было сохранено также количество башен и контрфорсы. Проект реконструкции существенно отличался по отдельным, достаточно характерным, архитектурным составляющим храма.

…были заметно удлинены в восточном направлении все три апсиды, к главному входу пристроено надуманное крыльцо с «византийской» стилистикой, несколько изменены пропорции подбанников. А главное, новая церковь потеряла характерные готические детали, которые придавали ей своеобразный художественный привкус, — порталы обоих входов, обрамления и заполнения оконных проёмов со стрельчатыми перемычками и необычное профилирование цокольных и карнизных тяг. Трёхлепестковый абрис первоначальных фронтонов, закрывавших торцы сводов центрального нефа и трансепта, заменён на упрощенный полукруглый.Оригинальный текст (укр.)…були помітно подовжені у східному напрямку всі три апсиди, до головного входу прибудовано надуманий ґанок з "візантійською" стилістикою, дещо змінені пропорції підбанників. А головне, нова церква втратила характерне готичне деталювання, яке надавало їй своєрідного художнього присмаку, - портали обох входів, обрамлення і заповення віконних отворів зі стрілчастими перемичками та незвичайне профілювання цокольних і карнизних тяг. Трипелюстковий абрис первісних фронтонів, що закривали торці склепінь центральної нави та трансепту, замінено на спрощений півциркульний.— Рычков П., Луц В. Архитектурно-художественное наследие князей Острожских.— Киев, 2002.— С. 82.
После такого «восстановления» этот памятник религиозной архитектуры Волыни фактически прекратил своё существование.

### Усыпальница
Есть сведения, что в Богоявленской церкви был похоронен князь Василий Острожский.
В 1582 году в церкви была похоронена княгиня Эльжбета Острожская.
3 февраля 1604 года в Богоявленском соборе состоялись похороны князя Александра Острожского, над его могилой установлено мраморное надгробие.
Рядом с сыном после смерти (†1608) был похоронен князь Василий-Константин Острожский.

## Церковь на древних рисунках

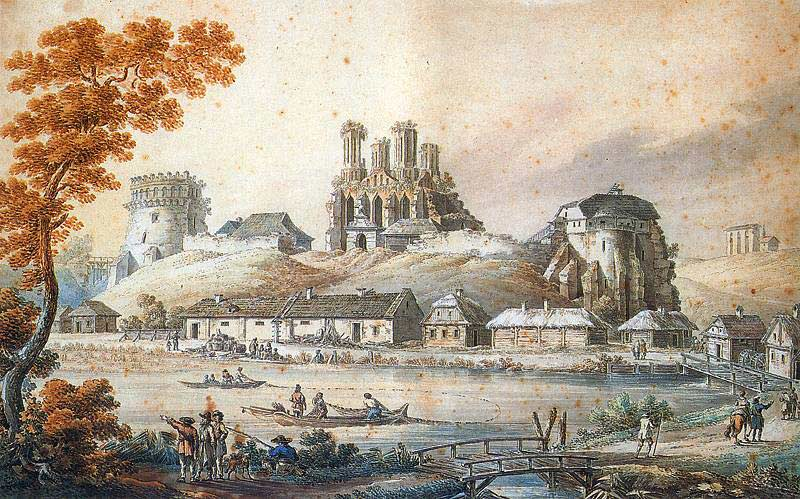
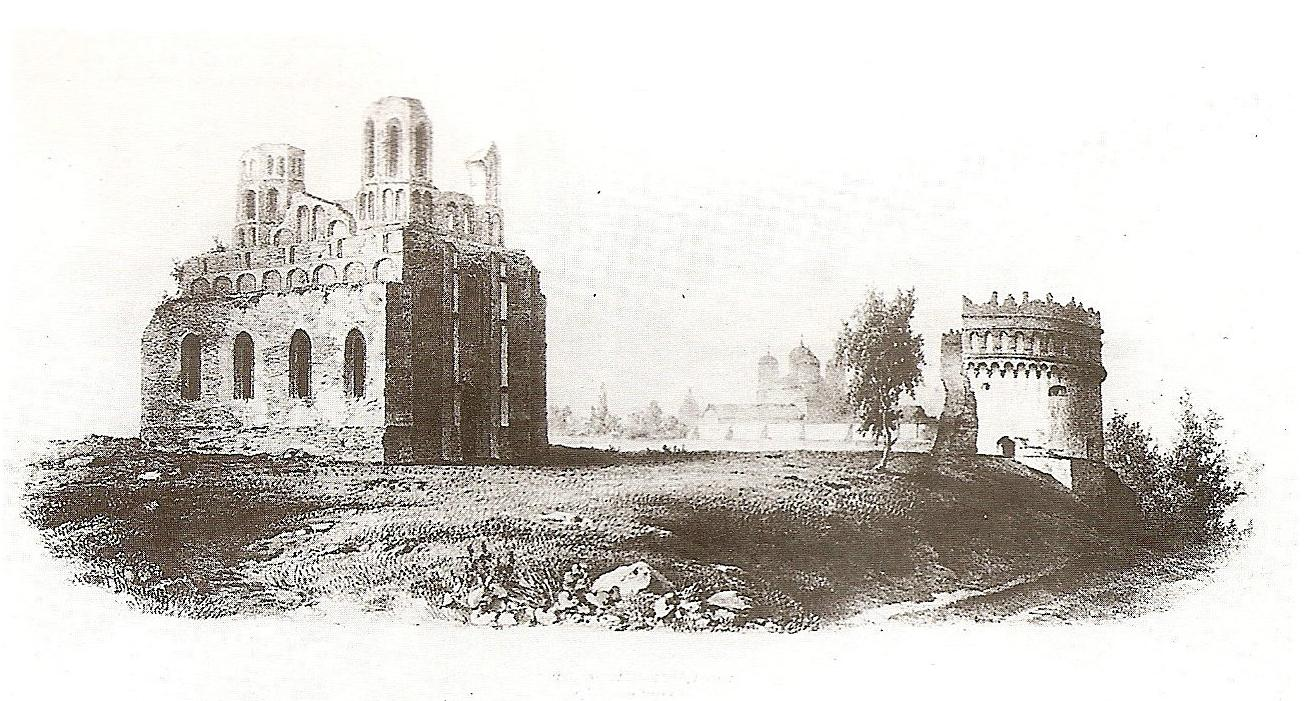
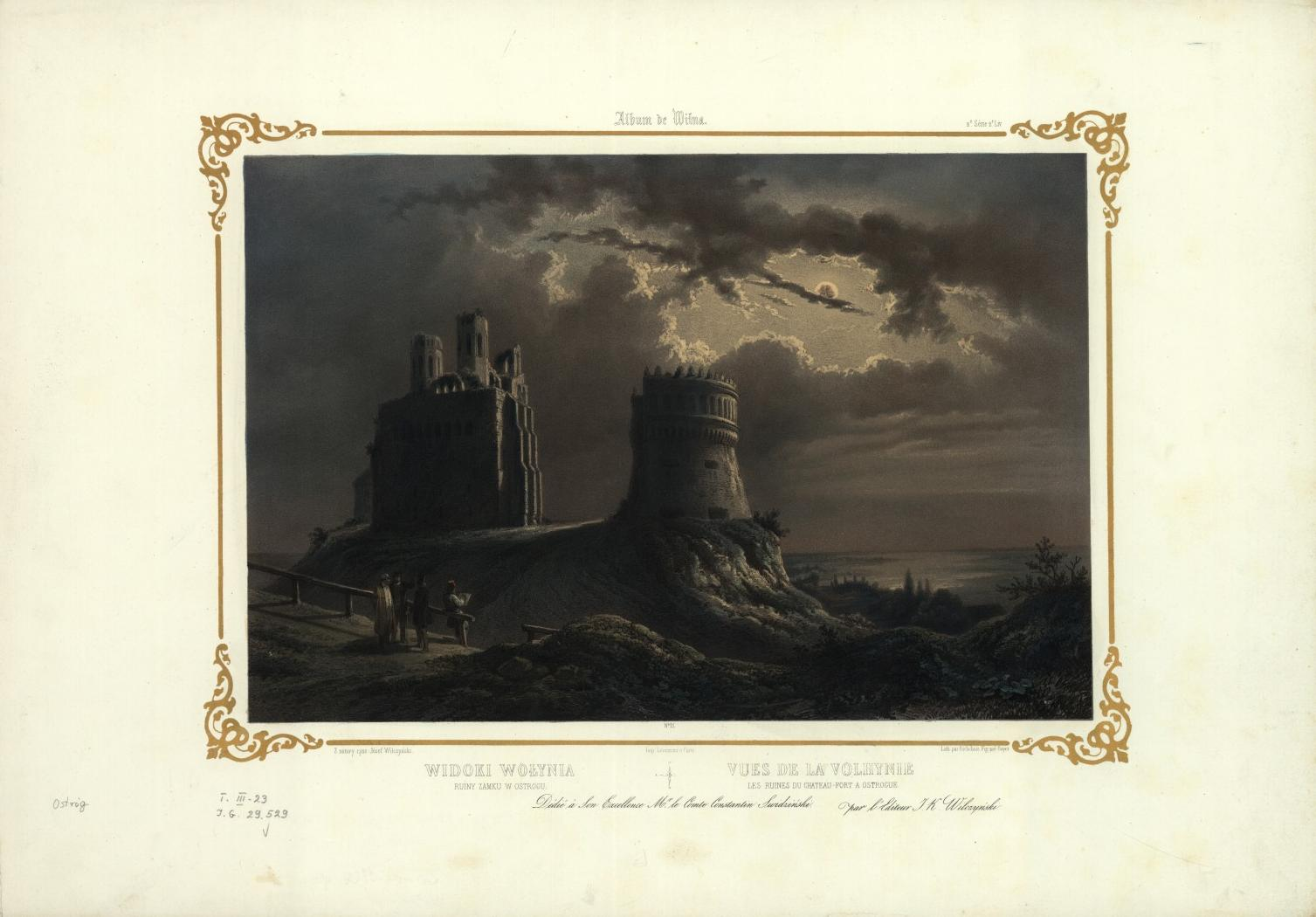
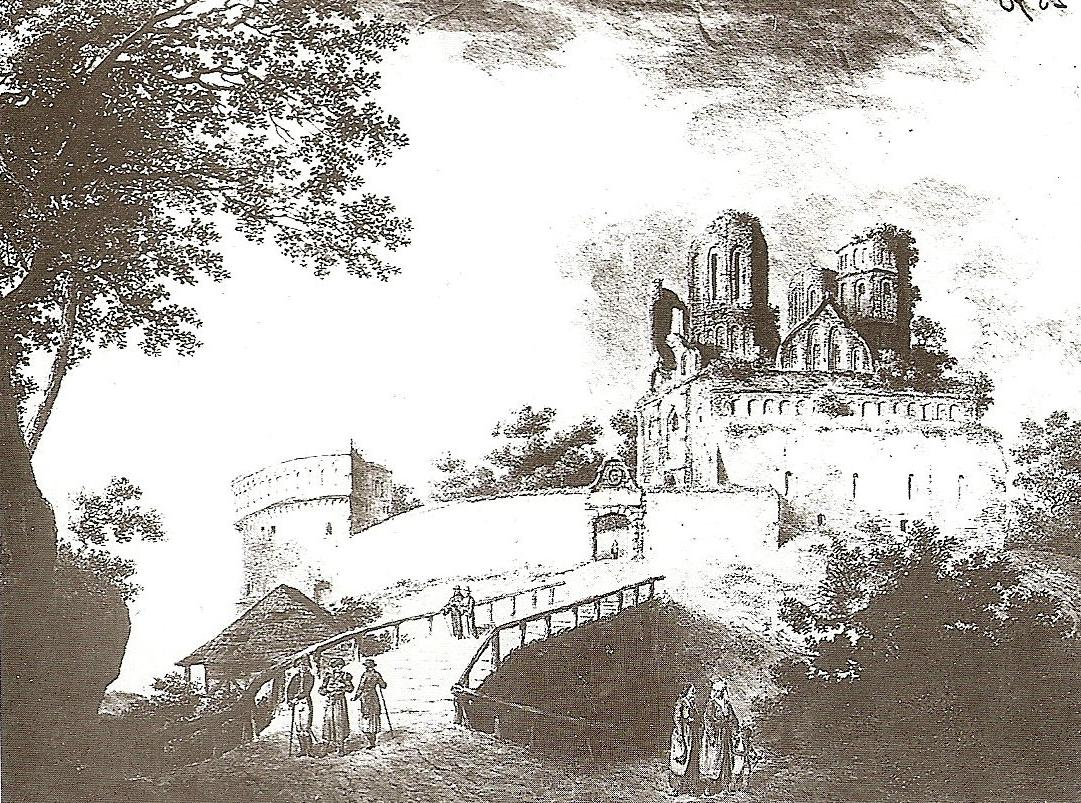
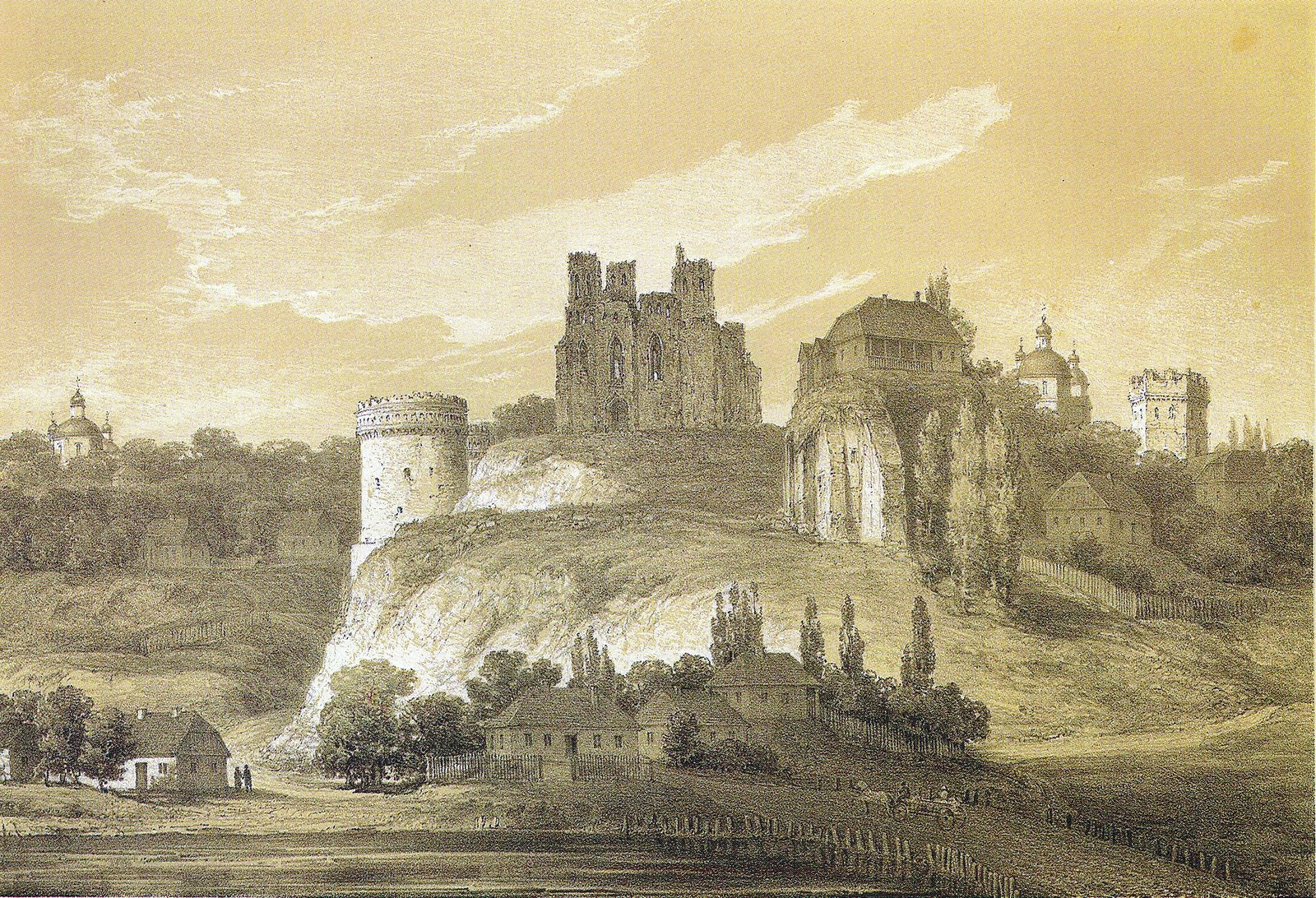
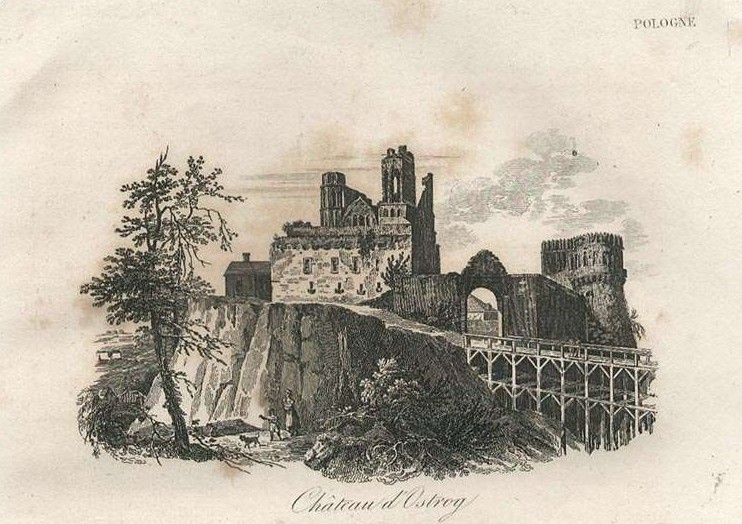
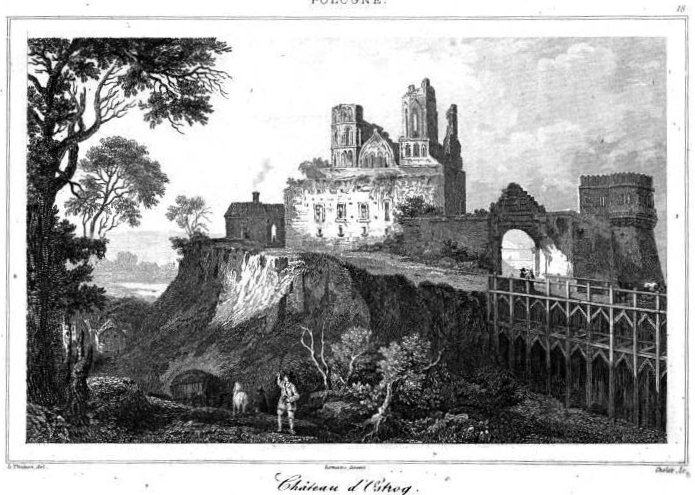
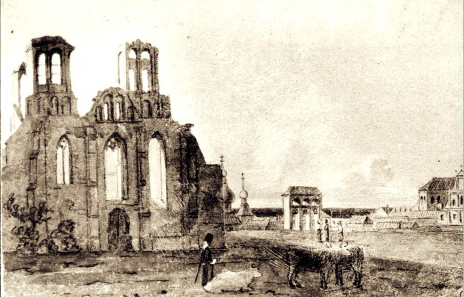

## Література
- Бондарчук Я. В. Острозький Богоявленський собор XV—XVI ст. Синтезування світоглядних засад греко-візантійської та західноєвропейської культури доби Середньовіччя та Відродження // Пам’ятники сакрального мистецтва Волині. Матеріали VIII міжнародної конференції (укр.). — Луцьк, 2001.
- Годованюк О. Пам’ятки будівельної діяльності князів Острозьких в Острозі // Острозька давнина: дослідження і матеріали (укр.). — Львів, 1995. — Т. 1. — С. 40-58.
- Ричков П., Луц В. Архітектурно-мистецька спадщина князів Острозьких (укр.). — Київ, 2002. — ISBN 966-575-035-6.
- Łuszczkiewicz Wł. Ruina Bohojawleńskiej cerkwi w zamku ostrogskim na Wołyniu // Sprawozdania Komisyi do Badania Historyi Sztuki w Polsce (пол.). — 3. — Kraków, 1886. — Т. 3. — С. 67-92.